# Edward Atterton
Edward Atterton est un acteur britannique né le 24 janvier 1962 à Birmingham.

## Filmographie
- 1993 : Hercule Poirot (série TV, saison 5, épisode 4 : L'Affaire du testament disparu) : Robert Siddaway
- 1996 : True Blue de Ferdinand Fairfax
- 1996 : Far Harbor de John Huddles
- 1997 : Quasimodo Notre-Dame de Paris (The Hunchback) (TV)
- 1998 : L'Homme au masque de fer (Lieutenant André)
- 2000 : Britannic
- 2001 : Les Brumes d'Avalon (The Mists of Avalon) (TV)
- 2001 : Alias: Daniel Hecht
- 2003 : Les Enfants de Dune
- 2003 :  Charmed : Saison 6 Épisode 8 (Mordaunt)